# Mendi (Éthiopie)
Pour les articles homonymes, voir Mendi.
Mendi est une ville et un woreda d'Éthiopie située dans la zone Ouest Welega de la région Oromia. Sa population est estimée à 29 100 habitants en 2022.

## Situation
Mendi se trouve environ 250 km au nord-ouest de Nekemte, à une centaine de kilomètres d'Asosa, et à plus de 1 600 m d'altitude,.

## Histoire
D'abord chef-lieu du woreda Mana Sibu, la ville obtient elle-même le statut de woreda à la fin des années 2010 ou au début des années 2020. Elle forme désormais un district urbain de 34 km2 enclavé dans le reste du woreda Mana Sibu.

## Population
D'après le recensement national réalisé par l'Agence centrale de la statistique d'Éthiopie, la ville compte 14 008 habitants en 2007 ce qui en fait la troisième agglomération de la zone après Gimbi et Nejo.
En 2022, la même agence évalue la population de Mendi à 29 100 habitants.